# 普羅謝琴島
62°37′23″S 61°17′44″W / 62.62306°S 61.29556°W
普羅謝琴島（英語：Prosechen Island）是南極洲的島嶼，位於南設得蘭群島的拉吉德島西岸，處於謝菲爾德角以南1.04公里和烏蓋恩角東北面0.5公里，長0.5公里、寬0.14公里，現時由南極條約體系管理。